# Michel Barnier
Michel Jean Barnier, född 9 januari 1951 i La Tronche i departementet Isère, är en fransk konservativ politiker och diplomat som mellan den 5 september till den 13 december 2024 var  Frankrikes premiärminister.

## Biografi
Barnier var ledamot av nationalförsamlingen 1978–1993, miljöminister 1993–1995, Europaminister 1995–1997, ledamot av senaten 1997–1999, EU-kommissionär i Prodi-kommissionen med ansvar för regionalpolitik 1999–2004, utrikesminister 2004–2005 och jordbruksminister 2007–2009. Han valdes till ledamot av Europaparlamentet i samband med valet 2009 och var ledamot i Utskottet för konstitutionella frågor. Han var åter ledamot av Europeiska kommissionen 2010–2014 och ansvarade för inre marknaden och tjänster i kommissionen Barroso II. Han blev 2017 chef för förhandlingarna med Storbritannien om landets utträde ur EU.
Efter parlamentsvalet i Frankrike 2024 nominerades Barnier den 5 september till Frankrikes nya premiärminister av president Emmanuel Macron. Nomineringen, som skedde nästan två månader efter valet, ledde till protester från Det okuvliga Frankrikes partiledare Jean-Luc Mélenchon, då vänsteralliansen Nya Folkfronten fått flest röster i valet.
Barniers regering föll i december 2024 efter att Barnier förlorat en misstroendeomröstning i nationalförsamlingen, med anledning av en budget för socialförsäkringar som han tvingat igenom utan parlamentariskt stöd. Detta var den första gången en fransk premiärminister fälldes av en misstroendeomröstning sedan Georges Pompidou 1962. Barniers regering kommer sitta kvar som en expeditionsregering tills en ny premiärminister utsetts.
Barnier ingick i ledningen för olympiska vinterspelen 1992 i Albertville, vilket ligger i hans egna hemtrakter.